# 观音寺石塔
观音寺石塔原名千佛塔，位于浙江省温州市瑞安市隆山周湖村万松山南麓。塔建于北宋熙宁元年（1068年），为楼阁式石塔，平面六边形，塔原高七层，现存六层，残高7.8米。1963年3月11日列入浙江省文物保护单位，2013年5月列入第七批全国重点文物保护单位。